# 南野知惠子
南野 知惠子（のおの ちえこ、1935年〈昭和10年〉11月14日 - ）は、日本の看護学者、政治家。勲等は旭日大綬章。「惠」ではなく「恵」を用いて南野 知恵子とも表記される。
山口大学医療技術短期大学部看護学科教授、日本赤十字看護大学看護学部教授、自民党参議院議員（3期）、参議院文教科学委員長、法務大臣（第74・75代）、内閣府特命担当大臣（青少年育成及び少子化対策担当）、日本ユネスコ国内委員会委員などを歴任。

## 来歴

### 生い立ち
1935年、満洲国の竜江省斉斉哈爾市（現：中華人民共和国チチハル市）にて生まれ、1946年に日本に引き揚げる。その後は鹿児島県にて育つ。1954年3月、鹿児島県立甲南高等学校卒業。1958年3月、大阪大学医学部附属助産婦学校卒業。
看護学校卒業後、大阪厚生年金病院に勤務したのち、イギリスに留学した。看護婦や助産婦の資格を取得し、帰国後は大阪市内の助産院や鹿児島県の県立病院などで勤務した。

### 学界
その後、東海大学医学部付属病院看護部次長と、東海大学医療技術短期大学看護学科助教授を兼任した。以来、大阪大学医療技術短期大学部看護学科助教授、山口大学医療技術短期大学部看護学科教授、日本赤十字看護大学看護学部教授などを歴任した。

### 政界
1992年、第16回参議院議員通常選挙にて自由民主党から比例区に立候補し、初当選。以降連続3回当選する。自民党の党内では、清和政策研究会に所属した。性同一性障害者性別取扱特例法の成立に尽力した。小泉政権下では、第2次小泉改造内閣にて法務大臣と内閣府特命担当大臣（青少年育成及び少子化対策担当）として初入閣。法務大臣に在任中の2005年、1名の死刑囚に対する死刑執行を命令した。その後、第3次小泉内閣でも、再び法務大臣と内閣府特命担当大臣（青少年育成及び少子化対策担当）に任命された。

### 政界引退後
これまでの業績が評価され、「多年にわたり国会議員として議案審議の重責を果たすとともに、法務大臣等として国政の枢機に参画した」功労により、2010年11月に旭日大綬章を受章した。

## 発言
法務大臣在任中、国会答弁・記者会見に当たっては即答を避け質問の度に官僚側に相談するという慎重な対応場面が多く見られた（看護師であり本来は厚生族）。

## 法改正
- 刑法等の一部を改正する法律（平成16年12月8日法律第156号）- 240条強盗致死傷罪の量刑を「無期又は7年の懲役」から「無期又は6年の懲役」に減軽し執行猶予を付すことを可能としたこと等の改正[5]。

## 略歴
- 1935年11月：満洲に生まれる
- 1954年3月：鹿児島県立甲南高等学校卒業
- 1957年3月：国立鹿児島病院附属看護学校卒業
- 1958年3月：大阪大学医学部附属助産婦学校卒業
- 1963年：英国留学
- 1966年：帰国

大阪・鹿児島での病院勤務ののち、大阪大学医療技術短期大学部講師・東海大学医療技術短期大学助教授・山口大学医療技術短期大学部教授を歴任
- 1988年：日本赤十字看護大学教授
- 1992年7月：参議院議員通常選挙（比例代表）で初当選
- 1995年8月8日：労働政務次官に就任（-1996年1月11日）
- 1998年7月：参議院議員通常選挙（比例代表）で再選
- 2001年5月1日：厚生労働副大臣に就任（-2002年1月8日）
- 2004年7月：参議院議員通常選挙（比例代表）で三選（15万2685票）
- 2004年9月27日：法務大臣・内閣府特命担当大臣（青少年育成及び少子化対策担当）に就任*（-2005年9月21日）
- 2005年9月21日：法務大臣・内閣府特命担当大臣（青少年育成及び少子化対策担当）に再任（-2005年10月31日）
- 2005年12月24日：自由民主党鹿児島県支部連合会会長に就任（-2006年6月11日）
- 2009年2月18日：2010年の第22回参議院議員通常選挙には出馬せず、政界引退を表明[6]。

## 栄典
- 2010年11月3日：旭日大綬章を受章[7]

## 著作
（単行本）
- 『思い出の立法　十八年の軌跡』（ 自由民主党東京都参議院比例区第六十八支部、2010年1月）
- 『「解説」性同一性障害者性別取扱特例法』日本加除出版、2004年9月。
- 『詳解改正DV (ドメスティック・バイオレンス) 防止法 』ぎょうせい、 2004年12月。
- 『詳解DV (ドメスティック・バイオレンス) 防止法』 ぎょうせい、2001年10月。
- 『泣こよっかひっ飛べ : 看護の道から政治の道へ』自由民主党東京都参議院比例区第六十八支部、 1998年5月。
- （共著）『アクティブバースの考え方と展開 』メディカ出版、1992年10月。
- （共著）「出生時および出生直後の母子の看護」『母子の看護 』 日本看護協会出版会、1991年8月。
- （編集企画）『出産と看護 : 妊娠から産褥まで』金原出版、1989年2月。

（論文）
- 「優生保護法の一部改正について 」『看護』49(1)、1997年1月。
- 「出生直後新生児の取り扱い(正常新生児)--助産婦・看護婦の立場から」『産婦人科治療』47(2)、1983年8月。
- 「周産期の看護--とくに保健指導を中心に」『産婦人科治療』42(3)、1981年3月。
- 「欧米各国における助産婦のうごきとそのありかた」（共著：竹村 喬）『産科と婦人科』46(5)、1979年5月。
- 「母乳栄養推進のための保健指導 (乳房とその疾患の治療)」『産婦人科治療』36(6)、1978年6月。